# Victoria (film, 1979)
Victoria är en svensk långfilm från 1979 i regi av Bo Widerberg. 
Filmen visades på Cannesfestivalen 1979 men betraktades allmänt som ett konstnärligt fiasko (de mest välvilliga kallade den "ett intressant fiasko") och filmens Sverigepremiär dröjde därför till 1987 (då den var nedklippt från 106 till 89 minuter). Den var tillåten från sju år.

## Medverkande (urval)
| Hans Christian Blech | – Informatorn     |
| Erik Eriksson        | – Johannes pappa  |
| Christiane Hörbiger  | – Victorias mamma |
| Thor W. Jacobsen     | – Ditlef          |
| Michaela Jolin       | – Victoria        |
| Gustaf Kleen         | – Victorias pappa |
| Peter Schildt        | – Richmond        |
| Stephan Schwartz     | – Johannes        |
| Pia Skagermark       | – Camilla         |
| Sigmar Solbach       | – Otto            |
| Amelie von Essen     | – Johannes mamma  |

### Fotnoter
1. ↑  ”Victoria”. Svensk Filmdatabas. http://sfi.se/sv/svensk-filmdatabas/Item/?itemid=16705&type=MOVIE&iv=Basic. Läst 2 augusti 2012.